# Zofia Łazor

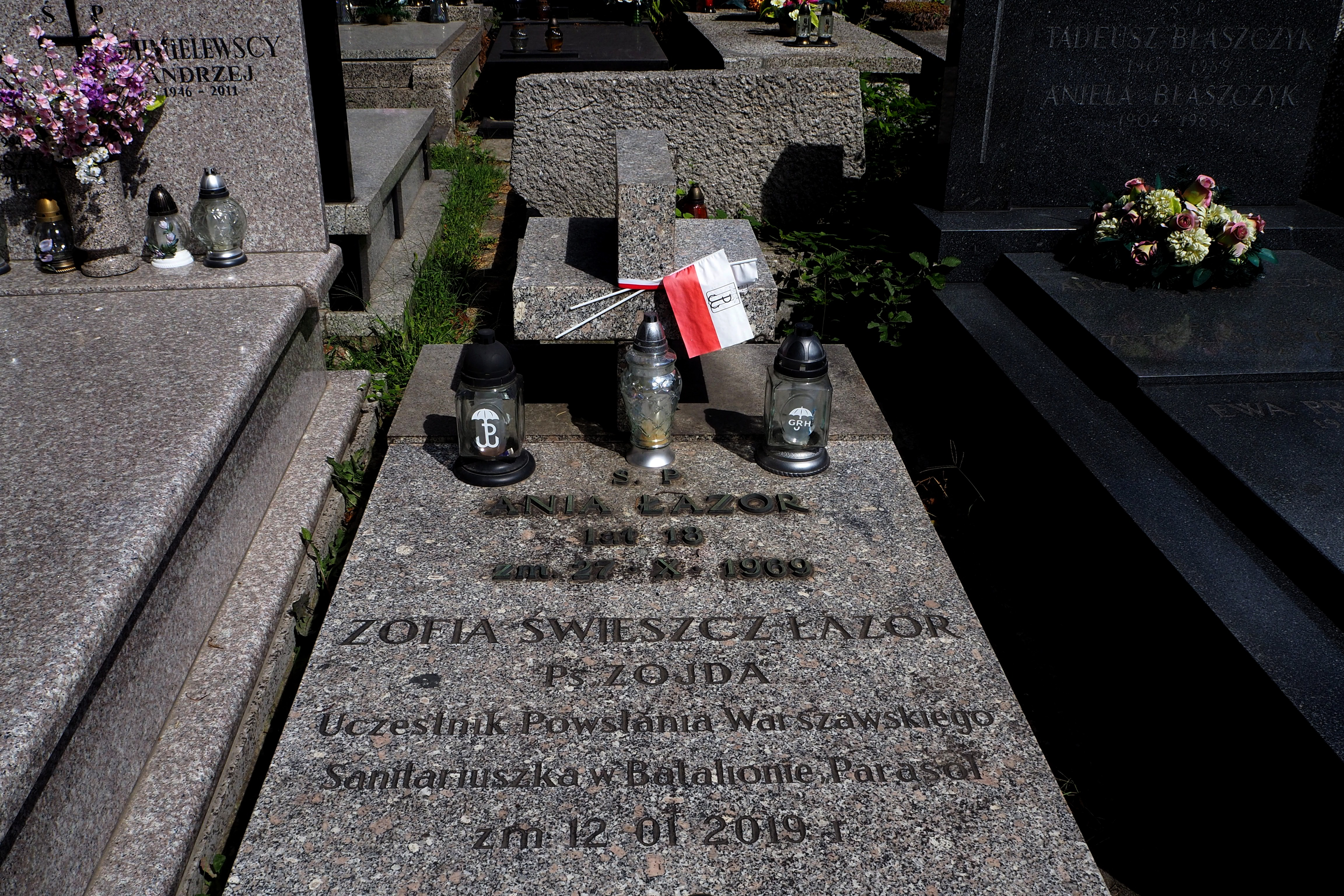
Grób Zofii Łazor na Cmentarzu Wojskowym na Powązkach w Warszawie

Zofia Julianna Łazor lub Zofia Świeszcz-Łazor z domu Świeszcz ps. Zojda (ur. 1 stycznia 1928 w Warszawie, zm. 12 stycznia 2019 tamże) – polska działaczka podziemia niepodległościowego w czasie II wojny światowej, uczestniczka powstania warszawskiego oraz powojenna działaczka kombatancka, dama Orderu Virtuti Militari.

## Życiorys
Urodziła się 1 stycznia 1928 w Warszawie, w rodzinie Juliana i Pauliny z Dąbrowskich. Pochodziła z rodziny rzemieślniczej o tradycjach PPS-owskich. Uczęszczała do II Miejskiego Gimnazjum im. Jana Kochanowskiego w Warszawie i należała do  działającej przy nim 31. Żeńskiej Drużyny Harcerskiej. Jej szkolną koleżanką była Elżbieta Dziębowska ps. „Dewajtis.” W czasie okupacji niemieckiej działała w Szarych Szeregach, skąd dołączyła do tworzonej kompanii „Agat”. Zajmowała się w tym czasie między innymi rozpoznaniem, przekazywaniem poczty i przewozem broni. Uczestniczyła w akcjach bojowych w ramach  szeroko zakrojonej operacji eliminacji przedstawicieli niemieckiego, nazistowskiego aparatu terroru w tzw. akcji „Główki”: Akcja Fruhwirth (październik 1943), Akcja Braun (grudzień 1943), Akcja Stamm (maj 1944), Akcja Hahn (wiosna 1944). W czasie powstania warszawskiego służyła w II plutonie – 2. kompanii – batalionu „Parasol” Zgrupowania „Radosław” AK biorąc udział w walkach na Woli, Starym Mieście i Czerniakowie. Po powstaniu trafiła do niemieckiej niewoli. Przebywała w obozach: Lamsdorf, Mühlberg, Altenburg, Molsdorf i Blenkenheim. 13 kwietnia 1945 została uwolniona przez oddział Armii Stanów Zjednoczonych. 17 sierpnia tego roku została wcielona do Pomocniczej Wojskowej Służby Kobiet i przydzielona do Szpitala Wojennego Nr 7. 28 lutego 1946 została przeniesiona do Szpitala Wojennego Nr 3 w Ankonie. 22 lutego 1947 Komisja Weryfikacyjna AK przy Dowództwie 2 Korpusu Polski zatwierdziła ją w stopniu starszego sierżanta ze starszeństwem od 1 października 1944, na który to stopień została mianowana 23 września 1944 przez dowódcę AK.
14 maja 1947 powróciła do Polski. Była wiceprezesem domu mody. Przez wiele lat piastowała funkcję przewodniczącej Środowiska Żołnierzy Batalionu „Parasol”.
W 1950 wyszła za mąż za Jerzego Łazora ps. „Ziemiński–Rudy”, członka Szarych Szeregów, w latach 1943-1944 żołnierza Kedywu Okręgu Warszawa AK, w czasie powstania żołnierza 9. kompanii Zgrupowania „Żywiciel”, odznaczonego Krzyżem Walecznych, po wojnie ekonomisty. W 1952 urodziła córkę, która zmarła w 1969. W 1977 rozwiodła się z mężem. Przez sześć lat wychowywała sierotę, której rodzice zginęli tragicznie.
Zmarła 12 stycznia 2019 w Warszawie. Została pochowana na Cmentarzu Wojskowym na Powązkach w Warszawie (kwatera B38-6-3).

## Ordery i odznaczenia
- Krzyż Srebrny Orderu Virtuti Militari[2],
- Krzyż Walecznych (dwukrotnie)[2],
- Krzyż Kawalerski Orderu Odrodzenia Polski[2],
- Krzyż Oficerski Orderu Odrodzenia Polski[2],
- Brązowy Krzyż Zasługi z Mieczami,
- Krzyż „Za Zasługi dla ZHP” z Rozetą i Mieczami[2]
- Medal „Pro Patria”[6]
- Medal „Digno Laude”[7]